# 原田芳雄
原田 芳雄（はらだ よしお、1940年2月29日 ※公称 - 2011年7月19日）は、日本の俳優、歌手。
東京府東京市下谷区金杉二丁目（現：東京都台東区下谷三丁目）生まれ。ギルドB所属。紫綬褒章はじめ、俳優として各種表彰受賞。息子はギタリスト・原田喧太。娘は女優・原田麻由。孫は女優の御子柴彩里。

## 来歴

### 俳優デビュー
本所工業高校を経て1962年に俳優座養成所に14期生として入団。ただし養成所の授業料を払えなくなって1年留年したため、15期生として卒業(後年「花の15期生」と呼ばれた)。この頃月謝滞納により大手ホテルで花屋のバイトもしていたこともあり、長嶋茂雄の結婚披露宴の飾りつけを行っている。劇団俳優座準座員を経て座員となる。
1967年に『天下の青年』（フジテレビ）でデビューし、翌1968年には『復讐の歌が聞える』で映画デビューを果たす。デビュー当時こそ純朴な青年風なキャラクターだったが、その後浅黒いワイルドなアウトロー風キャラへと大々的なイメージチェンジを図り、その風貌を印象づけていった。1971年、俳優座の体質を批判して市原悦子、菅貫太郎、中村敦夫らとともに退座。テレビドラマ『冬物語』で脳腫瘍に冒されたテストドライバーを演じて人気を博し、女性視聴者から助命嘆願が殺到した。1974年には映画『竜馬暗殺』で主役の竜馬を演じ、ワイルドで大胆不敵な演技により「竜馬役の新境地を開いた」と評された。

### その後の活躍
その後も圧倒的な存在感と的確な演技力を武器に、日本を代表する映画監督はもとより若手の監督からも絶大な信頼を受け、生涯で100本を超える映画に出演。原田の仕種や台詞廻しに影響を受けた俳優も多く、松田優作は一時期その一挙手一投足を研究し、模倣したとも言われる。その一方で年齢とともに演技力は円熟味を増し、宮沢りえとダブル主演した『父と暮せば』の演技をめぐっては「動的な笠智衆」（的田也寸志）とも評された。
キャリアと共に数多くの映画賞を受賞する一方、2003年には、功績が讃えられ紫綬褒章を受章。他にも独特の渋い声を生かして映画などのナレーションを担当したり、ミュージシャン・ブルース歌手としても数多くの作品を発表し、精力的にライブ活動を行うなどの活躍をみせた。また趣味である鉄道の知識を生かして『タモリ倶楽部』などのバラエティ番組にも出演した（後述参照）。

### 晩年
元々病院嫌いだったため定期検診を受けていなかったが、2008年10月に急に胃の調子が悪くなった。翌11月に診察を受けたところ早期の大腸癌が発見されたため、入院して癌の摘出手術を受けた。手術後に1か月間静養してから同年12月に仕事に復帰し、その後は抗がん剤治療を受けながら俳優活動を続けた。しかし、がんが発見された時点で既に末期の状態にあり、余命宣告を受けていたことが没後に明かされた。
2011年7月19日午前9時35分、腸閉塞と肺炎の併発のため東京都内の病院で死去。71歳没。遺作は自らが企画し、映画化を進めた『大鹿村騒動記』（同年7月16日に封切）。死去8日前の7月11日に都内で行われた同作のプレミア試写会で、長女が押す車椅子で登壇したのが公の場で見せた最後の姿となった。このときの原田は既に別人のように痩せ細っており、病の影響から満足に声も出せない状態であったため、映画公開に向けた原田のメッセージを共に登壇した石橋蓮司が代読した。また16日の初日舞台挨拶については劇場の構造上の理由で車椅子での移動が困難であることから欠席していた。
葬儀・告別式は同年7月22日に東京都港区の青山葬儀所で営まれ、2,000人の弔問客がその死を悼んだ。喪主は長男・喧太が務め、弔辞は石橋蓮司と石橋冠が読んだ。告別式では原田が生前愛飲していた日本酒が蔵元の協力により参列者に振舞われ、出棺の際は佐藤浩市、江口洋介ら原田の「門下生」によって棺が担ぎ出された後、品川区の桐ヶ谷斎場で荼毘（）に付された。
日本政府は原田の映画界への貢献などを多とし、8月9日の閣議で旭日小綬章を授与することを決定した。その際に没年齢が所属事務所の発表では71歳だったのに対して戸籍上は70歳になることも併せて判明した。また、映画雑誌『キネマ旬報』が創刊95周年を記念して実施したアンケート企画「オールタイム・ベスト日本映画男優・女優」では男優部門で第6位に選ばれた。

## 人物

### 生い立ち
父は、日本人形作りの職人だった。戦時中だったため原田が生後まもない頃に栃木県に疎開し、小学4年生までそこで過ごす。この頃は浪曲や落語が好きで、東京に戻ってからは美空ひばりを真似て歌った。ほどなくしてジャズに目覚め、当時戦争による焼け跡のバラックに住んでいたため、将来はプロのジャズシンガーになって新しい家を建てるのが夢だった。しかし中学時代にラジオ局主催のジャズののど自慢大会に出場し、本選に進出したがティーブ・釜萢(かまやつひろしの父）に鐘一つの評価で落とされたとのこと。
その後父に厳命されて本所工業高校に進学したが、元々機械が苦手だったため成績はオール1だった。これがもとで対人恐怖症になり好きな登山で気を紛らわしていたが、ある日演劇部の同級生から入部を勧められ対人恐怖症を克服するつもりで演劇を始めた。高校卒業後は、「銀座で働きたい」との考えがあったことからその一心で農業機械の会社に就職するも、約一年半で退社。

### 俳優座時代
その後俳優座に入団したが　本人によると「入団試験の前日に胃痙攣を起こしたが、試験当日の課題でたまたま「失意落胆の演技」をするよう言われ、体調が万全でない中演じると、その様子がうまい具合に評価されて合格できた」と語っている。
1968年に芝居の中で狂人の役を演じることになったが、役作りにのめり込むあまり苦悩した。その頃出会った俳優座制作部の1人の女性職員から「狂ったっていいじゃないの」とアドバイスをされたことで、とにかく思い切って演じることの大切さに気付かされた。この出会いがきっかけで彼女と親しくなり、1970年に長男・喧太ができて結婚(今で言う“できちゃった結婚”)した。

### 遺作映画『大鹿村騒動記』
NHKドラマ『おシャシャのシャン!』(2008年1月放送)のロケで長野県の寒村・大鹿村に訪れると、そこで観た大鹿歌舞伎に大変感激した。「あれこそ日本芸能の原点だ」と思った原田は、何としてもこの村歌舞伎を自分の手で映画化し主役を演じることを強く望むようになる。
古希を迎えた2010年、阪本順治監督との次回作の映画について、原田は持参した大鹿歌舞伎に関する大量の資料を見せて打ち合わせに臨んだ。その結果『大鹿村騒動記』の製作が決まり、翌11月に約2週間の大鹿村ロケを敢行し作品を完成させた。
2011年7月11日に開かれたプレミア試写会の会見では車椅子で登場し、「この少し前に腸閉塞と誤嚥性肺炎を発症。さらに腰部脊柱管狭窄症を悪化させ、喉にも炎症を起こす満身創痍（）の中、本人の強い意志で参加」と説明されたが、実際は癌が進行・転移して既に歩行もままならない状態にあった。試写会あいさつでは同作の共演者にして友人の石橋蓮司が原田のメッセージを代読。観客の喝采を浴びる中、原田が感極まって涙をぬぐう場面もあった。同作品で日本アカデミー賞最優秀主演男優賞を受賞し、授賞式が行われた2012年時点で故人に同賞が贈られたのは初めてのことだった。

### 映画の味方
原田が亡くなった際、荒戸源次郎は彼を評して「一言で言うと、映画の味方だった数少ない人。映画にとりつかれ、いい映画を作りたい一心でした。普段はおだやかだけど、仕事場ではとても怖い人でしたから、かけらでも手を抜けなかった」と語った。
中上健次『日輪の翼』を、原田芳雄監督で映画化する計画があった。中上自身による脚本の第一稿もでき上がっており、その後、手直しを経て映画化に取り掛かる計画だった。1992年の中上健次の死で頓挫を余儀なくされたものの、その後も原田芳雄は映画化を諦めず、2008年当時のインタビューでは「今は迂回しながら怠け心に鞭打っているところです。今、あと何年位ということは言えませんが、必ずやる」と語っていた。

### 対人関係
石橋蓮司は、1974年の映画『竜馬暗殺』で原田と初共演し、同世代でとても馬が合ったことから飲み友達となった。それ以降、原田の遺作となった『大鹿村騒動記』まで何度も共演することとなった。後年石橋は、「芳雄は役者仲間の中でも抜群の感性を持っていた。だからどんな役でも自由に演じることができた。そこには計算などは微塵もなく天性の才能だった」と評している。ちなみに原田も生前、長女から「お父さんにとって一番すごい役者は誰？」と聞かれた時に「石橋蓮司」と答えておりお互いにその才能を評価していた。原田の死後、石橋は「芳雄は肉体を通して“思想”を表現していた。あんな役者はもう出ないだろう」と評している。。
松田優作は、同じく『竜馬暗殺』で竜馬の元恋人の弟役を演じた。デビュー前から松田は、原田の大ファンで、9歳年上の彼を「兄貴」と呼び慕っていた。原田もまた松田の演技に心を捕まれ、「優作とは前世からの縁だ」と言ってかわいがっていたという。生前松田は、原田家の裏の家を借りて住んでいた時期があるとのこと。
阪本順治監督は、原田の才能に惚れ込み、『どついたるねん』から遺作の『大鹿村騒動記』までの計7作品で起用した。後年阪本は、「最初の作品では芳雄さんの演技を信じて彼にお任せしたら、『オレには演技指導しないのか』と毒づかれました。しかし、その後公私に渡って多くのことを教えてもらいました」と語っている。2010年に映画の次回作について原田と打ち合わせをした阪本は当初ハードボイルド物を構想していたが、原田の「大鹿歌舞伎を題材にした映画を作りたい」という並々ならぬ熱意に押されて『大鹿村騒動記』を制作することとなった。原田の死後、阪本は「芳雄さんと撮影すると絶対に雨が降らなかった。今でも芳雄さんの遺影を自宅に飾り、もう一枚の写真を普段は手帳に挟み、撮影時にはその写真を脚本に挟んでいます。『芳雄さんに認めてほしい』という気持ちで映画を撮っているのです」と語った。

## 私生活

### 鉄道
ワイルドでアウトロー的な風貌に似合わず、実は乗る・見る・作ること全てにおける大の鉄道ファンとしても知られる。子供の頃から都電育ちなこともあり、“電車好き芸能人の先駆け”とも言われている。同じく鉄道ファンであるタモリが司会を務める『笑っていいとも!』の「テレフォンショッキング」にゲスト出演するたびに鉄道ネタで盛り上がるほど思い入れは深かった（総出演回数は15回）。
鉄道を介したタモリとの親交は、2003年に初出演した『タモリ倶楽部』（テレビ朝日）内の鉄道企画を通してより深まる。これが「タモリ電車クラブ」という企画が始まり不定期でバラエティ番組唯一のレギュラーゲストとして出演。番組内でもお互いを「タモさん」「ヨシオちゃん」と呼び合うほどの間柄となった。同番組での実績が評価され、タモリ電車クラブゴールド会員（会員No.002。会員No.001はタモリ）に認定され、生前はこの会員証を常に携帯していたとのこと。なお、番組内での企画として行われた入部審査では、写真のみ登場している。2011年に他界後は「タモリ鉄道クラブ 名誉会員」の称号を手にした。
鉄道模型趣味については、かつて高価だったHOゲージ（16番ゲージ）の車両（国鉄80系電車）を自分の身の回りにあるものを駆使して作り上げたことから始まる。自宅ではNゲージのレイアウトを製作、『タモリ倶楽部』では所有するコレクションの車両（機関車）を紹介し、息子の喧太とともに雑誌（RM MODELS）の企画でホビーセンターカトーを訪れ、展示車両やレイアウトを見ながら親子で熱く語った。ちなみに喧太は、芳雄から蒸気機関車のレコードを聴かされるなど、幼いうちから「英才教育」を施されたという。
飛行機嫌いなことも相まって、仕事で遠出する時は北海道から九州に至るまで基本的に電車で移動していた。また晩年は「寝台特急のチケット」を出演の条件にするようになり、『ウルトラミラクルラブストーリー』（横浜聡子監督、2009年）はカシオペア、『奇跡』(是枝裕和監督、2011年)は北斗星の乗車を条件に出演した。

### 餅つき会
原田の生前には毎年12月28日に自宅で餅つき会を行うことが年末の恒例行事になっていた。この餅つき会は桃井かおり・江藤潤・勝村政信を代表とし、松尾貴史・柄本明などが参加している。彼らは息子・原田喧太が幼い頃からの常連である。
原田の長女・麻由によるとこの餅つき大会は、兄・喧太が小さい頃に一度も餅をついたことがないことを原田が知り、「子どもたちに餅つきを体験させよう」との軽い思いつきがきっかけで始まったとのこと。1973年12月28日に第1回目となる餅つきをやると近所の人や親戚が参加し、翌年もやることになった。その後徐々に家族の友人、原田の役者仲間、映画関係者なども参加するようになった。朝から夕方まで入れ替わり立ち替わり原田家に人が訪れては餅をつき、そのあとは宴会が延々と続き、多い時には200人も集まる大イベントとなったとのこと。
晩年は金山一彦、芳本美代子、柄本佑・柄本時生や、高岡蒼甫・宇梶剛士・須賀健太・神木隆之介・ベッキー・江口洋介・妻夫木聡など原田を慕っていた多くの俳優・女優・子役・タレント・歌手などが参加するようになっていた。開始から48年目だった2020年はコロナ禍により初めて中止となった。

### その他
酒好きだったが外に飲みに出ることは少なく、家に人が集まるのが好きだったため、夕食時に家族や自宅に来た知人と飲むことが多かった。酒ではI.W.ハーパーやビールなどを好んで飲んでいたが、原田がバーボンを飲むようになったのは、元々愛飲していた松田優作の影響によるもの。
撮影のない日は午後に2時間ほど、庭に吊るしたサンドバッグ相手に黙々とボクシングの練習に汗を流していた。これは「年を重ねてもどんな役が来るか分からないため、日頃の鍛錬が欠かせない」との考えによるもの。また、歌手としてライブの予定が決まると毎日家で歌の練習をしていたという。
俳優座時代からヘアセットとメイクは自分自身で行っていた。
高校時代からカメラが趣味になり、俳優になってからは出演作の撮影前にロケ地に下見に行き、現地を写真撮影して回っては自身の役のイメージを高めていたという。
トレードマークはサングラスで、お洒落目的だけではなく役のキャラクターによってその都度使い分けていた。　
黒澤明監督の映画『影武者』は、主演予定だった勝新太郎の降板後に原田にオファーされたが、自ら黒澤のもとに出向いて丁重に断わりを入れたとのこと。
家族から「お父さん」「パパ」ではなく「芳雄」と呼ばれていた。

## 出演作品

### 映画
- 復讐の歌が聞える（1968年・松竹・監督：貞永方久、山根成之） - 竹中克己
- 若者はゆく〜続若者たち〜（1969年）
- 反逆のメロディー（1970年・日活・監督：澤田幸弘） - 主演・塚田哲
- 新宿アウトロー ぶっ飛ばせ（1970年・日活） - 松方直
- 野良猫ロック 暴走集団'71 （1971年・日活・監督：藤田敏八） - ピラニア
- 関東流れ者（1971年）
- 関東幹部会（1971年・日活・監督：澤田幸弘） - 矢島和也
- 八月の濡れた砂（1971年・日活） - 神父
- 無宿人御子神の丈吉シリーズ（東宝・監督：池広一夫） - 主演・御子神の丈吉 
  - 無宿人御子神の丈吉 牙は引き裂いた（1972年）
  - 無宿人御子神の丈吉 川風に過去は流れた（1972年）
  - 無宿人御子神の丈吉 黄昏に閃光が飛んだ（1973年）
- 夕映えに明日は消えた（1973年、東宝）※未公開
- 赤い鳥逃げた?（1973年、東宝）
- 修羅雪姫 怨み恋歌（1974年）
- 竜馬暗殺（1974年） - 主演・坂本竜馬
- 田園に死す（1974年）
- 祭りの準備（1975年） - 中島利広
- 裸足のブルージン（1975年・監督：藤田敏八） - 山本聡
- 君よ憤怒の河を渉れ（1976年・松竹）
- やさぐれ刑事（1976年・松竹・監督：渡辺祐介） - 西野剛
- 反逆の旅（1976年・松竹・監督：渡辺祐介）
- 悲愁物語（1977年・松竹）
- はなれ瞽女おりん（1977年・監督：篠田正浩）
- 大地の砦（1978年）
- 柳生一族の陰謀 （1978年・東映） - 名護屋山三郎
- 原子力戦争 （1978年・ATG） - 主演・坂田正首
- 夜が崩れた（1978年・監督：貞永方久）
- 犬笛（1978年）
- オレンジロード急行（1978年・松竹・監督：大森一樹）
- 正午なり（1978年・ATG・監督：後藤幸一）
- さらば映画の友よ インディアンサマー（1979年・日本ヘラルド映画） - 鱈坂俊二
- 闇の狩人（1979年・松竹） - 谷川弥太郎
- ツィゴイネルワイゼン（1980年） - 主演・中砂糺
- 夕暮まで（1980年）
- ヒポクラテスたち（1980年） - 徳松助
- ミスター・ミセス・ミス・ロンリー（1980年）
- スローなブギにしてくれ（1981年・監督：藤田敏八）
- 陽炎座（1981年・日本ヘラルド映画）
- 水のないプール（1982年） - 社長
- TATTOO＜刺青＞あり（1982年）
- 卍（1983年）
- 泪橋（1983年）
- すかんぴんウォーク（1984年・東宝）-矢作努
- 海燕ジョーの奇跡（1984年）
- さらば箱舟（1984年・監督：寺山修司） - 時任大作
- ユー★ガッタ★チャンス（1985年）-合田達郎
- 生きてるうちが花なのよ死んだらそれまでよ党宣言（1985年） - 宮里ススム
- 友よ、静かに瞑れ（1985年・東映セントラルフィルム） - 高畠次郎
- 盗写/250分の1秒（1985年）
- コミック雑誌なんかいらない!（1986年） - プロデューサー
- キャバレー（1986年）
- ビリィ★ザ★キッドの新しい夜明け（1986年、監督：山川直人） - ハリイ・キャラハン
- ちょうちん（1987年・東映） - 町田
- あいつに恋して（1987年）
- アラカルト・カンパニー（1987年） - 早乙女
- この愛の物語（1987年・日本テレビ） - 大道寺
- さらば愛しき人よ（1987年）
- フライング 飛翔（1988年・監督：曾根中生）
- TOMORROW 明日（1988年・日本ヘラルド映画） - 山口
- キスより簡単（1989年）
- 螢（1989年）
- 夢見通りの人々（1989年）
- 出張（1989年）
- どついたるねん（1989年） - 左島牧雄
- 二十世紀少年読本（1989年）
- 浪人街（1990年・松竹） - 荒牧源内
- われに撃つ用意あり（1990年・監督：若松孝二） - 主演・郷田克彦
- 鉄拳（1990年・松竹） - 滝浦勇
- 獅子王たちの夏（1991年）
- ラスト・フランケンシュタイン（1991年・監督：川村毅）
- キスより簡単2 漂流編（1991年）
- 夢二（1991年） - 脇屋宗吉
- 無能の人（1991年）
- いつかギラギラする日（1992年） - 殺し屋
- 寝盗られ宗介（1992年・監督：若松孝二）
- 結婚（1993年）
- シンガポールスリング（1993年・松竹） - ケン
- 中指姫 俺たちゃどうなる?（1993年）
- 修羅場の人間学（1993年） - 安藤昇
- ファザーファッカー（1995年）
- 眠れる美女（1995年・ユーロスペース） - 主演・江口由夫
- ハンテッド（1995年）
- 陽炎2（1996年） - 沢田進
- ビリケン（1996年）
- 鬼火（1997年・ギャガ・コミュニケーションズ） - 主演・国広法康
- 恋極道（1997年）
- プープーの物語（1998年）
- 戦後在日五〇年史 在日（1998年） - ナレーション
- ビッグ・ショー! ハワイに唄えば（1999年）
- 白痴（1999年）
- アナザヘヴン（2000年・松竹） - 飛鷹健一郎
- ざわざわ下北沢（2000年） - 主演・九四郎
- スリ（2000年・監督：黒木和雄） - 主演・海藤正彦
- PARTY7（2000年・東北新社） - キャプテンバナナ
- KT（2002年・シネカノン） - 神川昭和
- 凶気の桜（2002年・東映） - 青田修三
- 熊本物語「おんな国衆一揆」（2002年） - 主演・和仁勘解由親実
- あずみ（2003年・東宝） - 小幡月斎
- ナイン・ソウルズ（2003年・東北新社） - 長谷川虎吉
- 昭和歌謡大全集（2003年・シネカノン） - 金物屋の店主
- 美しい夏キリシマ（2003年） - 日高重徳
- HARUKO ハルコ（2004年） - ナレーション
- 天国の本屋〜恋火（2004年・松竹） - ヤマキ
- 父と暮せば（2004年・衛星劇場） - 竹造
- IZO（2004年） - 茶室の老主人
- ニワトリはハダシだ（2004年・衛星劇場） - 大浜守
- あずみ2 Death or Love（2005年・東宝） - 小幡月斎
- 亡国のイージス（2005年・日本ヘラルド映画） - 梶本幸一郎
- ガラスの使徒（2005年）
- ウォーターズ（2006年）
- 花よりもなほ（2006年） - 小野寺秀和
- 映画監督って何だ!（2006年）
- 悪夢探偵（2007年）
- どろろ（2007年・東宝） - 寿海
- オリヲン座からの招待状（2007年・東映）
- Little DJ〜小さな恋の物語（2007年・デスペラード）
- 実録・連合赤軍　あさま山荘への道程（2008年・若松プロダクション） - ナレーション
- 歩いても歩いても（2008年・シネカノン） - 横山恭平
- 火垂るの墓（2008年・パル企画） - 西宮
- たみおのしあわせ（2008年・スタイルジャム） - 神埼伸男
- ウルトラミラクルラブストーリー（2009年・監督：横浜聡子）
- 黄金花 -秘すれば花、死すれば蝶-（2009年・監督：木村威夫） - 太秦・牧草太郎
- 座頭市 THE LAST（2010年）
- ロストクライム -閃光-（2010年・角川映画）
- 奇跡（2011年） - 山本亘
- 大鹿村騒動記（2011年） - 主演・風祭善  ※遺作映画

### テレビドラマ
- ある勇気の記録 第20話「娑婆のからっ風」（1967年、NET）
- 天下の青年（1967年、フジテレビ） - 池新太郎
- 泣いてたまるか（1967年、TBS）
- 霧の旗（1967年、NET）
- 十一番目の志士（1968年、NET） - 土方歳三
- 三匹の侍 第6シリーズ 第2話「噛ませ犬」（1968年、フジテレビ） - 非人・鯱
- 五番目の刑事（1969年10月6日 - 1970年3月26日、NET） - 原田刑事
- 大河ドラマ（NHK総合）
  - 春の坂道（1971年） - 柳生十兵衛
  - 独眼竜政宗（1987年1月4日 - 12月13日） - 最上義光
  - 毛利元就（1997年1月5日 - 12月14日） - 堀立直正
  - 義経（2005年） - 湛増
- 霧氷の影（1970年、フジテレビ）
- 2丁目3番地（1971年1月2日 - 1971年3月27日、日本テレビ）
- 天皇の世紀 第2話「野火」（1971年9月11日、朝日放送） - 吉田寅次郎
- 木枯し紋次郎第3話「峠に哭いた甲州路」（1972年1月15日、フジテレビ）
- 冬物語（1972年 - 1973年、日本テレビ）
- ご存知時代劇「荒木又右衛門」（1973年、日本テレビ） - 主演・荒木又右衛門
- 真夜中の警視（1973年・関西テレビ）※自動車事故を起こした際に無免許運転が発覚し途中で打ち切りになった
- 座頭市物語 第13話「潮風に舞った千両くじ」（1975年1月9日、フジテレビ） - 勝浦の新助
- 裏切りの明日（1975年1月31日‐1975年3月28日、TBS）
- 痛快! 河内山宗俊（1975年 - 1976年、フジテレビ） - 金子市之丞
- 夫婦旅日記 さらば浪人 第14話「弱虫侍と豪傑の決闘」（1976年7月5日、フジテレビ）
- 新・座頭市（フジテレビ）
  - 第1シリーズ 第23話「幽霊が市を招いた」（1977年3月14日）
  - 第3シリーズ 第11話「人情まわり舞台」（1979年7月9日）
- たとえば、愛（1979年、TBS） - 工藤六助
- 警視-K 第5話「まぼろしのニューヨーク」（1980年11月4日、日本テレビ）- 結城大
- 火曜サスペンス劇場「さよならも言わずに消えた!」（1981年10月20日、日本テレビ）- 乾一平
- 傑作推理劇場「ラスト・チャンス」（1982年、テレビ朝日）
- 夏に恋する女たち（1983年8月5日 - 9月30日、TBS）
- なぜか、ドラキュラ（1984年10月8日 - 1985年1月7日、日本テレビ）
- 西部警察 PART-III 最終回スペシャル「大門死す! 男たちよ永遠に…」（1984年10月22日、テレビ朝日） - 藤崎礼次
- 松本清張スペシャル・わるいやつら（1985年4月2日、日本テレビ） - 下見沢作雄
- 徳川風雲録 御三家の野望（1986年1月2日、テレビ東京） - 山内伊賀介
- 親にはナイショで…（1986年1月10日 - 3月28日、TBS） - 木田高雄
- 水曜ドラマスペシャル（TBS）
  - 二十歳の祭り−コーラスライン達の危うい青春−（1986年10月6日）
  - マンションの鍵貸します ジャック・レモンによろしく（1986年12月24日）
- 月曜サスペンスシリーズ（関西テレビ）
  - 夏樹静子サスペンス 誰知らぬ殺意（1987年4月20日）
  - 女優競演サスペンス 女と男（1987年10月26日） - 男の恋人
  - 女性作家サスペンス 
    - Mの悲劇（1988年1月4日 - 18日）- 夏樹静子原作
    - カフェ・オリエンタル（1988年3月28日）- 森瑤子原作

  - 現代恐怖サスペンス 赤の追想（1988年7月25日）
  - 現代神秘サスペンス 六本木メランコリー（1989年7月31日）
- What'sマイケル?II（1987年7月27日、フジテレビ）
- ゴリラ・警視庁捜査第8班 第1話スペシャル「ポリスアドベンチャー」（1989年4月2日、テレビ朝日） - 秋葉礼次
- ドラマスペシャル その人の名を知らず（1989年5月3日 - 5日、NHK総合)
- 続・蒲田行進曲 銀ちゃんが行く（1991年12月30日、TBS）
- 美味しんぼ（1994年1月7日、フジテレビ） - 海原雄山
- 月曜ドラマスペシャル「名探偵・金田一耕助シリーズ・女王蜂」（1994年4月4日、TBS） - 大道寺欣造
- 家族A（1994年10月13日 - 12月8日、TBS） - 佐山大吾郎
- 透明人間（1996年、日本テレビ） - ※「ウッチャンナンチャンのウリナリ!!」での企画の一環としてエキトスラの役で出演。
- ブラザーズ（1998年4月13日 - 6月29日、フジテレビ） - 藤原真学
- 加賀百万石〜母と子の戦国サバイバル（1999年1月3日、NHK総合） - 前田利家
- 舞妓さんは名探偵!（1999年4月15日 - 6月15日、テレビ朝日） - 月村草弦
- 茂七の事件簿 ふしぎ草紙（2001年6月29日 - 9月21日、NHK総合） - 稲荷鮨屋伊三次
- 夏の日の恋〜Summer Time〜（2002年6月24日 - 7月29日、NHK総合） - ホームレス
- 東京庭付き一戸建て（2002年7月10日 - 9月4日、日本テレビ） - 溜山一男
- 私立探偵 濱マイク 第6話（2002年8月5日、日本テレビ）
- ブラックジャックによろしく（2003年4月11日 - 6月20日、TBS） - 北三郎
- タイムリミット（2003年6月25日、TBS） - 深見順 [19]
- ヤンキー母校に帰る（2003年10月10日 - 12月12日、TBS） - 岩崎達
- 砂の器（2004年1月18日 - 3月28日、TBS） - 本浦千代吉
- 逃亡者 RUNAWAY（2004年7月18日 - 9月26日、TBS） - 来栖慶介
- 大化改新（2005年1月1、2日、NHK総合） - 蘇我毛人
- ハチロー〜母の詩、父の詩〜（2005年1月24日 - 3月21日、NHK総合） - 佐藤紅緑
- エンジン（2005年4月18日 - 6月27日、フジテレビ） - 神崎猛
- 土曜ドラマ（NHK総合）
  - ウォーカーズ〜迷子の大人たち（2006年）- 坂田洋平
  - 刑事の現場（2008年3月） - 鵜飼公平
- きらきら研修医（2007年1月11日 - 3月22日、TBS）- 壇ノ浦龍平
- おシャシャのシャン!（2008年1月10日、NHK総合）- 里崎重雄
- 白洲次郎（2009年2月28日、3月7日、9月23日、NHK総合） - 吉田茂
- 春さらば〜おばあちゃん天国に財布はいらないよ〜（2009年3月25日、テレビ東京） - 海野洋二
- 火の魚[20]（2009年7月24日、NHK広島） - 村田省三
- 不毛地帯（2009年10月15日 - 2010年3月12日、フジテレビ） - 大門一三
- 新参者（2010年4月18日 - 2010年6月20日、TBS） - 寺田玄一
- 高校生レストラン（2011年5月7日 - 2011年7月2日、日本テレビ） - 村木定俊 （特別出演） ※最後のドラマ出演[21]

### 舞台
- 鹿の園（1969年、俳優座　作：ノーマン・メイラー　演出：安井武）
- 狂人なおもて往生をとぐ（1970年、俳優座　作：清水邦夫　演出：西木一夫）
- あなた自身のためのレッスン（1970年、俳優座　作：清水邦夫　演出：西木一夫）

### ゲーム
- ドラッグオンドラグーン2 封印の紅、背徳の黒（2005年） - レグナ

### バラエティ
- 笑っていいとも! (フジテレビ) ※「テレフォンショッキング」のコーナーには15回出演していた。
- タモリ倶楽部 (テレビ朝日) ※「タモリ電車クラブ」企画にバラエティ番組として唯一のレギュラーゲスト。原田の趣味の一つである鉄道風景が趣味で「タモリ電車クラブ」の企画に随時出演。長年タモリとは親交があり、2003年頃から不定期出演していた。2011年に他界後は「タモリ電車クラブ 名誉会員」の称号を与えられた。

### ラジオドラマ
- FMラジオ劇場「優しさごっこ」（1979年、NHK-FM）
- アドベンチャーロード「山猫の夏」（1985年、NHK-FM）※原作：船戸与一
- FMシアター「原生林に降る雨」（1986年、NHK-FM）※原作：開高健『耳の物語』
- FMシアター「飛ばせハイウェイ、飛ばせ人生」（2011年、NHK-FM）※第38回放送文化基金賞「ラジオ番組賞」受賞

### ナレーション
- ドキュメンタリードラマ 郷土の偉人シリーズ 明治青春伝 ～孫文と宮崎四兄弟 アジアの自由と独立の旗の下に～（1993年11月3日、テレビ熊本[22]）
- 九州旅客鉄道（JR九州）ネットムービー『鉄道物語』
- 鉄子の旅（テレビアニメ）
- 鉄道模型ちゃんねる「究極の鉄道模型製作プロジェクト 夢のヨーロッパ世界遺産鉄道に挑む!」（2008年8月30日、BSジャパン）

### PV
- YUKI「うれしくって抱きあうよ」（2010年2月17日、エピックレコーズ）

### CM
- キリンライトビール ※松田優作、宇崎竜童と共演
- キリンシャウト ※稲尾和久[23]、スコット・ノートンと共演
- JTNEXT
- サントリーモルツ
- サントリーBOSS
- サントリー角瓶
- 富士通FMV
- トヨタ自動車クレスタ
- キリンコクの時間

## 受賞歴
- キネマ旬報ベスト・テン
  - 第49回 助演男優賞 『祭りの準備』
  - 第63回 助演男優賞 『どついたるねん』『キスより簡単』『夢見通りの人々』『出張』
  - 第66回 主演男優賞 『寝盗られ宗介』
  - 第74回 主演男優賞 『スリ』『ざわざわ下北沢』『PARTY 7』
  - 第85回 主演男優賞 『大鹿村騒動記』
- ブルーリボン賞
  - 第18回 助演男優賞 『祭りの準備』
  - 第33回 主演男優賞 『浪人街』『われに撃つ用意あり』
  - 第54回 特別賞
- 報知映画賞
  - 第14回 助演男優賞 『どついたるねん』
  - 第29回 助演男優賞 『美しい夏キリシマ』『父と暮せば』『ニワトリはハダシだ』
- 毎日映画コンクール
  - 第44回 男優助演賞 『どついたるねん』『出張』『キスより簡単』『夢見通りの人々』
  - 第52回 男優主演賞 『鬼火』
- 日刊スポーツ映画大賞
  - 第3回 主演男優賞 『浪人街』『われに撃つ用意あり』
  - 第5回 主演男優賞 『寝盗られ宗介』
- ヨコハマ映画祭
  - 第11回 助演男優賞 『どついたるねん』『出張』『キスより簡単』
  - 第19回 主演男優賞 『鬼火』
  - 第33回 ヨコハマ映画祭最優秀主演男優賞※日本映画とヨコハマ映画祭に忘れ得ぬ偉大な足跡を残した名優の名をわが映画祭の永久欠番とするために。
- 日本アカデミー賞
  - 第35回 最優秀主演男優賞 『大鹿村騒動記』[24]
  - 第35回 会長特別賞※この年『大鹿村騒動記』に主演、堂々たる演技の結実を見せたが公開直後に死去した。『寝取られ宗介』『浪人街』『われに撃つ用意あり』で日本アカデミー賞優秀主演男優賞受賞。永年に渡り俳優として日本映画界を牽引し続けたその業績に対して贈られた。

## ディスコグラフィー

### シングル
| 発売日         | レーベル                        | 規格  | 規格品番  | 面 | タイトル                         | 作詞                    | 作曲       | 編曲                                      | 備考                                                           |
| -------------- | ------------------------------- | ----- | --------- | -- | -------------------------------- | ----------------------- | ---------- | ----------------------------------------- | -------------------------------------------------------------- |
| 1973年         | ポリドール                      | EP    | DR-1741   | A  | 赤い鳥逃げた?                    | 福田みずほ              | 樋口康雄   | 樋口康雄                                  | 歌唱：安田南 映画「赤い鳥逃げた?」オリジナル・サウンドトラック |
| 1973年         | ポリドール                      | EP    | DR-1741   | B  | 愛情砂漠                         | 福田みずほ              | 樋口康雄   | 樋口康雄                                  |                                                                |
| 1976年1月      | ビクターレコード ディスコメイト | EP    | DSK-107   | A  | 風が吹きます                     | 桃井かおり              | 田山雅充   | クニ河内                                  |                                                                |
| 1976年1月      | ビクターレコード ディスコメイト | EP    | DSK-107   | B  | 赤坂・一ッ木・どん底周辺         | 阿木燿子                | 宇崎竜童   | 山木幸三郎                                |                                                                |
| 1978年         | ビクターレコード ディスコメイト | EP    | DSK-126   | A  | 赤い靴の憂歌                     | 篠塚満由美              | 荒木一郎   | 小谷充                                    |                                                                |
| 1978年         | ビクターレコード ディスコメイト | EP    | DSK-126   | B  | 護送車を見送って                 | 篠塚満由美              | 篠塚満由美 | 戸塚修                                    |                                                                |
| 1979年5月      | ビクターレコード ディスコメイト | EP    | DSK-129   | A  | レイジー・レディー・ブルース     | 阿木燿子                | 宇崎竜童   | 宇崎竜童                                  |                                                                |
| 1979年5月      | ビクターレコード ディスコメイト | EP    | DSK-129   | B  | Iigusa = いいぐさ                | 桃井かおり              | 荒木一郎   | 山木幸三郎                                |                                                                |
| 1980年         | ビクターレコード ディスコメイト | EP    | DSK-202   | A  | I Saw Blues                      | 阿木燿子                | 宇崎竜童   | 大木トオル D.T.F.B.W.B J.H.コンセプション | 演奏・ダウウンタウン・ファイティング・ブギウギバンド           |
| 1980年         | ビクターレコード ディスコメイト | EP    | DSK-202   | B  | 10 Dollars Angel（10ドルの天使） | 大木トオル 訳：宇崎竜童 | 大木トオル | 大木トオル D.T.F.B.W.B J.H.コンセプション | 演奏・ダウウンタウン・ファイティング・ブギウギバンド           |
| 1982年5月      | ビクターレコード ディスコメイト | EP    | DSK-205   | A  | It's All Right                   | 島武実                  | 宇崎竜童   | 宇崎竜童                                  | キリン「ライトビール」 CMソング 演奏・サッキング・ルージュ     |
| 1982年5月      | ビクターレコード ディスコメイト | EP    | DSK-205   | B  | ブルースで死にな                 | 阿木燿子                | 宇崎竜童   | 宇崎竜童                                  | 演奏・サッキング・ルージュ                                     |
| 1983年         | フィリップス                    | EP    | 7PL-131   | A  | ニューヨーク漂流                 | 阿木燿子                | 井上大輔   | 椎名和夫                                  | 松竹映画「魚影の群れ」主題歌                                   |
| 1983年         | フィリップス                    | EP    | 7PL-131   | B  | Bright light, in the sea         | 東海林良                | 玉置浩二   | 椎名和夫                                  | デュエット：アンリ菅野                                         |
| 1985年         | フィリップス                    | EP    | 7PL-197   | A  | NICE AGAIN「君と」               | 松本一起                | 船山基紀   | 大野久雄                                  | AGF「マキシムアイス」CFイメージソング                          |
| 1985年         | フィリップス                    | EP    | 7PL-197   | B  | ミッドナイト・カフェ             | 河島信之                | 河島信之   | 中村暢之                                  |                                                                |
| 1989年11月8日  | 東芝EMI                         | 8cmCD | TODT-2448 | 1  | HONEY                            | 大津あきら              | NOBODY     | 川村栄二                                  | 映画「どついたるねん」主題歌                                   |
| 1989年11月8日  | 東芝EMI                         | 8cmCD | TODT-2448 | 2  | DON'T WORRY                      |                         |            |                                           |                                                                |
| 1989年12月20日 | 東芝EMI                         | 8cmCD | TODT-2567 | 1  | 新宿心中                         | 阿木燿子                | 宇崎竜童   | 中村暢之                                  | 映画「われに撃つ用意あり READY TO SHOOT」主題歌                |
| 1989年12月20日 | 東芝EMI                         | 8cmCD | TODT-2567 | 2  | 魂の1/2                          | 阿木燿子                | 宇崎竜童   |                                           |                                                                |
| 1994年3月16日  | 東芝EMI                         | 8cmCD | TODT-3203 | 1  | 味な関係                         | 宇崎竜童                | 宇崎竜童   | 中村暢之                                  |                                                                |
| 1994年3月16日  | 東芝EMI                         | 8cmCD | TODT-3203 | 2  | 悪な女たち                       |                         |            |                                           |                                                                |

### アルバム
| 発売日         | レーベル                        | 規格           | 規格品番    | アルバム | 備考                       |
| -------------- | ------------------------------- | -------------- | ----------- | --- | -------------------------- |
| 1977年12月     | ビクターレコード ディスコメイト | LP             | DSK-5001    | LAST ONE Side:A 1. いとこ同志（作詞：藤田敏八、作曲：宇崎竜童、編曲：山木幸三郎） 2. 風が吹きます（作詞：桃井かおり、作曲：田山雅充、編曲：クニ河内） 3. 斜陽（作詞：藤田敏八、作曲：荒木一郎、編曲：江夏健二） 4. 帰らぬあいつら（作詞：林美雄、作曲：宇崎竜童、編曲：山木幸三郎） 5. プカプカ（作詞：西岡恭蔵、作曲：西岡恭蔵、編曲：クニ河内） 6. 原田芳雄のこもりうた（作詞：吉井亜彦、作曲・編曲：坂田晃一） Side:B 1. 青い蝶（ブルーバタフライ）（作詞：原田章代、作曲：原田芳雄、編曲：クニ河内） 2. 赤坂・一ツ木・どん底周辺（作詞：阿木燿子、作曲：宇崎竜童、編曲：山木幸三郎） 3. 花づくし（作詞：夏文彦、作曲：朝コータロー、編曲：クニ河内） 4. ひとりがたりの赤い爪（作詞：福田みずほ、作曲・編曲：クニ河内） 5. 地中海ラヴ・ソング（作詞：石橋冠、作曲・編曲：坂田晃一） 6. 川向こうのラスト・デイ（作詞：松田優作、作曲：荒木一郎、編曲：江夏健二） |                            |
| 2011年12月14日 | EMIミュージック・ジャパン       | CD（紙ジャケ） | TOCT-11416  | LAST ONE Side:A 1. いとこ同志（作詞：藤田敏八、作曲：宇崎竜童、編曲：山木幸三郎） 2. 風が吹きます（作詞：桃井かおり、作曲：田山雅充、編曲：クニ河内） 3. 斜陽（作詞：藤田敏八、作曲：荒木一郎、編曲：江夏健二） 4. 帰らぬあいつら（作詞：林美雄、作曲：宇崎竜童、編曲：山木幸三郎） 5. プカプカ（作詞：西岡恭蔵、作曲：西岡恭蔵、編曲：クニ河内） 6. 原田芳雄のこもりうた（作詞：吉井亜彦、作曲・編曲：坂田晃一） Side:B 1. 青い蝶（ブルーバタフライ）（作詞：原田章代、作曲：原田芳雄、編曲：クニ河内） 2. 赤坂・一ツ木・どん底周辺（作詞：阿木燿子、作曲：宇崎竜童、編曲：山木幸三郎） 3. 花づくし（作詞：夏文彦、作曲：朝コータロー、編曲：クニ河内） 4. ひとりがたりの赤い爪（作詞：福田みずほ、作曲・編曲：クニ河内） 5. 地中海ラヴ・ソング（作詞：石橋冠、作曲・編曲：坂田晃一） 6. 川向こうのラスト・デイ（作詞：松田優作、作曲：荒木一郎、編曲：江夏健二） |                            |
| 1978年         | ビクターレコード ディスコメイト | LP             | DSK-5007    | Lazy Lady Blues 1. 怠け女のブルース（レイジー・レディー・ブルース）（作詞：阿木耀子、作曲：宇崎竜童）5:53 2. ブルースを素姿で（作詞・作曲：荒木一郎）3:30 3. iigusa ?いいぐさ（作詞：桃井かおり、作曲：荒木一郎）2:34 4. 舌切り雀（作詞：寺山修二、作曲：宇崎竜童）2:40 5. 赤い靴の憂歌（作詞：篠塚満由美、作曲：荒木一郎）3:58 Side:B 1. 護送車を見送って（作詞・作曲：篠塚満由美）3:21 2. わんすもあぽーず（作詞・作曲：芝紀美子）5:08 3. トドのダンスブルース（作詞・作曲：佐藤博）2:20 4. 「りんご追分」を歌うなよ（作詞：篠塚満由美、作曲：荒木一郎）7:07 |                            |
| 1981年         | ビクターレコード ディスコメイト | LP             | DSK-8002    | JUST SOME BLUES ※ 宇崎竜童、大木トオル共同プロデュース ※ 全編曲、大木トオル・D.T.F.B.W.B・J.H.コンセプション Side:A 1. シャッフルへようこそ （大木トオル）0:50 2. レイジー・レディー・ブルース （作詞：阿木燿子、作曲：宇崎竜童）6:27 3. 10 Dollars Angel（10ドルの天使） （作詞：大木トオル＜訳：宇崎竜童＞、作曲：大木トオル）4:36 4. 待ち呆けのブルース （作詞：阿木燿子、作曲：宇崎竜童）5:36 5. ディアー・ミスター・ブルース （作詞・作曲：宇崎竜童）5:30 Side:B 1. 哀愁のブルー・ノート （作詞・作曲：宇崎竜童、宇崎竜童）4:44 2. ショートピースとハイボール （作詞：篠塚満由美、作曲：宇崎竜童）5:33 3. センチメンタル・ボクサー （作詞：篠塚満由美、作曲：宇崎竜童）5:51 4. アイ・ソー・ブルース （作詞：阿木燿子、作曲：宇崎竜童）5:50 |                            |
| 2013年10月30日 | ユニバーサルミュージック        | CD             | TYCN-80006  | JUST SOME BLUES ※ 宇崎竜童、大木トオル共同プロデュース ※ 全編曲、大木トオル・D.T.F.B.W.B・J.H.コンセプション Side:A 1. シャッフルへようこそ （大木トオル）0:50 2. レイジー・レディー・ブルース （作詞：阿木燿子、作曲：宇崎竜童）6:27 3. 10 Dollars Angel（10ドルの天使） （作詞：大木トオル＜訳：宇崎竜童＞、作曲：大木トオル）4:36 4. 待ち呆けのブルース （作詞：阿木燿子、作曲：宇崎竜童）5:36 5. ディアー・ミスター・ブルース （作詞・作曲：宇崎竜童）5:30 Side:B 1. 哀愁のブルー・ノート （作詞・作曲：宇崎竜童、宇崎竜童）4:44 2. ショートピースとハイボール （作詞：篠塚満由美、作曲：宇崎竜童）5:33 3. センチメンタル・ボクサー （作詞：篠塚満由美、作曲：宇崎竜童）5:51 4. アイ・ソー・ブルース （作詞：阿木燿子、作曲：宇崎竜童）5:50 |                            |
| 1982年         | ビクターレコード ディスコメイト | LP             | DSK-2001〜2 | 原田芳雄ライブ ※ 1982年10月7・8・9日の渋谷パルコ PART3でのライブ音源を収めた2枚組 Side:A 1. B級パラダイス （作詞・阿木燿子、作曲・宇崎竜童、編曲・Sucking Rouge） 6:33 2. 横浜ホンキートンク・ブルース （作詞・藤竜也、作曲・エディ藩、編曲・Sucking Rouge） 5:57 3. センチメンタル・ボクサー （作詞・篠塚真由美、作曲・宇崎竜童、編曲・Sucking Rouge） 5:39 4. 10 Dollars Angel（10ドルの天使） （作詞・大木トオル、訳・宇崎竜童、作曲・大木トオル、編曲・Sucking Rouge） 6:33 Side:B 1. ジンハウス・ブルース （作詞・淺川マキ、作曲・H. Troy, F. Henderson、編曲・Sucking Rouge） 6:13 2. Get Out Of My Life Woman （作詞・作曲・Allen Toussaint、編曲・Sucking Rouge） 3:55 3. 山猫スト （作詞・阿木燿子、作曲・編曲・宇崎竜童） 3:36 4. ブルースで死にな （作詞・阿木燿子、作曲・宇崎竜童、編曲・Sucking Rouge） 6:57 Side:C 1. Going Down （作詞作曲・Allen Toussaint、編曲・Sucking Rouge） 4:44 2. マッカーサーのサングラス （作詞・阿木燿子、作曲・編曲・宇崎竜童） 4:15 3. Every Night Woman （作詞・作曲・大木トオル、編曲・Sucking Rouge） 5:32 4. When A Man Loves Woman （作詞・島武実、作曲・A. Wright, C. H. Lewis、編曲・Sucking Rouge） 6:44 Side:D 1. ショート・ピースとハイ・ボール （作詞・篠塚真由美、作曲・宇崎竜童、編曲・Sucking Rouge） 6:40 2. レイジー・レディー・ブルース （作詞・阿木燿子、作曲・編曲・宇崎竜童） 7:18 3. アイ・ソー・ブルース （作詞・阿木燿子、作曲・編曲・宇崎竜童） 5:31 |                            |
| 1982年         | ビクターレコード ディスコメイト | LP             | DSK-4003    | イッツ・オーライ 原田芳雄ブルース・ベスト・アルバム Side:A 1. イッツ・オーライ 2. 待ち呆けのブルース 3. 山猫スト 4. ブルースで死にな 5. Get Out Of My Life Woman Side:B 1. B級パラダイス 2. マッカーサーのサングラス 3. レイジー・レディ・ブルース 4. 10 Dollars Angel（10ドルの天使） 5. 横浜ホンキー・トンク・ブルース |                            |
| 1983年         | ビクターレコード ディスコメイト | LP             | DSK-8003    | OH!YEAH!! BLUES PARADISE ※ プロデュース：宇崎竜童 Side:A 1. B級パラダイス 2. Baby I’m So Sorry 3. 日曜日のマノン 4. マッカーサーのサングラス 5. 石榴 Side:B 1. Tokyoタクシー･ドライバー 2. Get Out Of My Life Woman 3. 山猫スト 4. ドンキホーテ世界一周 5. ブルースで死にな |                            |
| 2013年10月30日 | ユニバーサル ミュージック       | SHM-CD         | TYCN-80007  | OH!YEAH!! BLUES PARADISE ※ プロデュース：宇崎竜童 Side:A 1. B級パラダイス 2. Baby I’m So Sorry 3. 日曜日のマノン 4. マッカーサーのサングラス 5. 石榴 Side:B 1. Tokyoタクシー･ドライバー 2. Get Out Of My Life Woman 3. 山猫スト 4. ドンキホーテ世界一周 5. ブルースで死にな |                            |
| 1983年         | フィリップス                    | LP             | 28PL-60     | EXIT Side:A 1. ニューヨーク漂流（作詞：阿木燿子、作曲：井上大輔、編曲：椎名和夫） 2. Never Change Your Mind（作詞：Lauren Wood＜日本語詩：大野轟二＞、作曲：Mark Pelsone、編曲：新川博） 3. スリル＋１（作詞：Chris Morton＜日本語詩：三浦徳子＞、作曲：Chris Morton、編曲：椎名和夫） 4. TWO（作詞：S. Dorff＜日本語詩：三浦徳子＞、作曲：J. Wild、編曲：椎名和夫） 5. 夜明けのボヘミアン（作詞：G. Deob＜日本語詩：篠塚真由美＞、作曲：J. Keller、編曲：椎名和夫） Side:B 1. 通り過ぎた女（作詞：D. Konecky＜日本語詩：秋元康＞、作曲：J. Wild、編曲：新川博） 2. Getaway（作詞：P. Ogorman＜日本語詩：秋元康＞、作曲：D. Trevor、編曲：新川博） 3. I Been Down（作詞：M. Keener＜日本語詩：阿木燿子＞、作曲：R. Galbraith、編曲：新井博） 4. モーニング・ガール（作詞・作曲：BORO、BORO、編曲：新川博） |                            |
| 1985年         | フィリップス                    | LP             | 28PL-97     | B Side:A 1. Rain Band 2. Midnight Cafe 3. Chasin 4. A Blind Alley 5. 砂の船くずれて Side:B 1. 八月の蜃気楼 2. Nice Again「君と」 3. 地獄天国一丁目 4. ラハイナマドンナ 5. 黄金の腕 |                            |
| 1989年12月20日 | 東芝EMI                         | CD             | TOCT-5584   | OLD DOG 1. レイジー・デイ 2. オールド・フレンド 3. トラブル・ママ 4. ドント・ユー・フィール・ロンリー？ 5. 風のダウン・タウン・ストリート 6. イエロー・ドッグ 7. 鏡の中のマジシャン 8. キング・オブ・ロード 9. オー、シーズ・マイ・クイーン 10. ドント・ウォリー 11. ハニー |                            |
| 1990年7月18日  | 東芝EMI                         | CD             | TOCT-5731   | 原田芳雄“BLUE”／横浜ホンキー・トンク・ブルース 1. 横浜ホンキー・トンク・ブルース 2. レイジー・レディー・ブルース 3. ブルースで死にな 4. センチメンタル・ボクサー 5. わんすもあぽーず 6. 待ち呆けのブルース 7. ディア・ミスター・ブルース 8. アイ・ソー・ブルース 9. 石榴 10. ブルーノート・ソウル（哀愁のブルーノート） |                            |
| 1990年7月18日  | 東芝EMI                         | CD             | TOCT-5732   | 原田芳雄“RED”／B級パラダイス 1. B級パラダイス 2. ショートピースとハイボール 3. 10ドルの天使 4. イッツ・オーライ 5. 赤坂・一ツ木・どん底周辺 6. 護送車を見送って 7. "りんご追分"歌うなよ 8. いとこ同志 9. iigusa 10. Get Out Of My Life Woman |                            |
| 1991年9月20日  | 東芝EMI                         | CD             | TOCT-6254   | 天然色 1. 風天 2. 腕 3. 花園アンモナイト 4. オンリー・マイ・ソング 5. ウェルカム・エイズ 6. カラー・ミー・ライト 7. シンジュク・ホーム・タウン・ブルース 8. 新宿心中 9. ビッグ・ママ・ブルース 10. 夕日の中の少年 |                            |
| 2006年6月21日  | ユニバーサルミュージック        | CD             |             | ゴールデン☆ベスト 1. LAZY DAY(OVER AND OVER) 2. TROUBLE MAMA 3. Color Me Right 4. 花園アンモナイト 5. 鏡の中のMAGICIAN 6. Welcome AIDS 7. 横浜ホンキー・トンク・ブルース 8. マッカーサーのサングラス 9. DON’T YOU FEEL LONELY? 10. ブルースで死にな 11. 風のDOWN TOWN STREET 12. 新宿心中 13. DON’T WORRY 14. 川向こうのラスト・デイ 15. 夕日の中の少年 16. 原田芳雄のこもりうた | 2006年デジタルリマスター盤 |
| 2011年11月23日 | ユニバーサルミュージック        | CD             | TOCT-11111  | ゴールデン☆ベスト 1. LAZY DAY(OVER AND OVER) 2. TROUBLE MAMA 3. Color Me Right 4. 花園アンモナイト 5. 鏡の中のMAGICIAN 6. Welcome AIDS 7. 横浜ホンキー・トンク・ブルース 8. マッカーサーのサングラス 9. DON’T YOU FEEL LONELY? 10. ブルースで死にな 11. 風のDOWN TOWN STREET 12. 新宿心中 13. DON’T WORRY 14. 川向こうのラスト・デイ 15. 夕日の中の少年 16. 原田芳雄のこもりうた |                            |
| 2018年12月5日  | ユニバーサルミュージック        | CD             | TYCN-60156  | ゴールデン☆ベスト 1. LAZY DAY(OVER AND OVER) 2. TROUBLE MAMA 3. Color Me Right 4. 花園アンモナイト 5. 鏡の中のMAGICIAN 6. Welcome AIDS 7. 横浜ホンキー・トンク・ブルース 8. マッカーサーのサングラス 9. DON’T YOU FEEL LONELY? 10. ブルースで死にな 11. 風のDOWN TOWN STREET 12. 新宿心中 13. DON’T WORRY 14. 川向こうのラスト・デイ 15. 夕日の中の少年 16. 原田芳雄のこもりうた |                            |

## エッセイ・写真集・回想
- 『B級パラダイス　俺の昨日を少しだけ　原田芳雄エッセイ集』（ベストセラーズ、1982年、復刻2011年）
- 『原田芳雄　風来去』（原田章代企画・監修、日之出出版、2012年）
- 『LiVE 原田芳雄写真集』（リトルモア、2012年）三浦麻旅子撮影、2008年2月28日のライブ写真
- 『俳優 原田芳雄』（原田章代・山根貞男共著、キネマ旬報社、2020年）